# Министър на енергийно-суровинните ресурси на България
Министърът на енергийно-суровинните ресурси (МЕСР) е член на правителството, т.е. на изпълнителната власт (кабинета) и ръководи и координира проучването, добива, преработката, обработката и комплексното използване на енергийно-суровинните ресурси. Избиран е от парламента или се назначава от държавния глава на Народна република България.

## Министри
Списъкът на министрите на енергийно-суровинните ресурси е подреден по ред на правителство.
| правителство | име           | дати                        | партия | партия |
| ------------ | ------------- | --------------------------- | ------ | ------ |
| 77           | Тодор Божинов | 4 януари 1984 – 18 май 1985 | БКП    |        |